# Palacio Viejo de la Reina María Cristina de Borbón
El Palacio Viejo de la Reina María Cristina de Borbón es el nombre de un antiguo edificio que tras ser ampliado pasó formar parte del llamado Palacio de Vista Alegre,[cita requerida] el cual está ubicado dentro de la Finca de Vista Alegre en el distrito de Carabanchel (Madrid). Al mismo se accede por la calle General Ricardos, 177.

## Los orígenes del palacio
Surgen estas edificaciones (Palacio Viejo de la Reina María Cristina de Borbón y la Estufa Grande) a partir del que fuera casino público de recreo de Vista Alegre, construido por el coronel Pablo Cabrero, tras, a su vez, reformar y ampliar la residencia campestre del médico de S.M. Higinio Lorente. 
El casino había mantenido de ésta la alineación de la fachada principal con el antiguo Camino de Madrid, sus dos crujías y el gran portalón central, pero no su altura, aumentada a dos niveles e incluso, en el cuerpo central, a cuatro, para alojar un gabinete de física, a modo de belvedere o torreón. A la izquierda se levantó adosado y en línea una nueva edificación para "Establecimiento de Baños", de planta rectangular y simplemente piso bajo, distribuido en diez piezas con distinción de ambos sexos.

## El palacio de la reina María Cristina de Borbón
La intervención de la reina María Cristina de Borbón habría de respetar volumétricamente el Casino de Cabrero, pero renovando su distribución y adecuación interior para convertirlo en palacio y ampliando su superficie a costa del anejo departamento de baños y un corral. 
El resultado fue el de un edificio simétrico, que conservaba su rigurosa planta rectangular, de gran desarrollo y cinco cuerpos, y la altura original de los tres intermedios, mientras que los laterales, creados ex novo, contaban con tres pisos. 
Por el cuerpo central se producía el acceso, mediante un pórtico con cuatro columnas de piedra y orden dórico, coronado por una terraza, desde el cual se pasaba al amplio zaguán, con la magnífica escalera principal, de caoba y bronce, y al jardín, cuya salida la enfatizaba también un soportal, si bien de menor prestancia. La mayoría de las habitaciones se caracterizaban por su ornamentación, ricamente amuebladas y con sus techos espléndidamente pintados.
A la izquierda del palacio, medianero y en línea con él por sus lados mayores, se construyó la Estufa Grande, creándose así una pantalla visual de gran desarrollo longitudinal, que protegía la huerta y los jardines de las miradas de extraños. Su planta se divide en dos pabellones laterales y un templete central y circular, unidos mediante galerías acristaladas, realizándose el acceso por la rotonda, decorada con bustos, espejos y estatuas, y configurada al exterior por ocho pilastras dóricas pareadas, sustentantes de la cúpula emplomada.

## El palacio pasa a ser el colegio "La Unión"

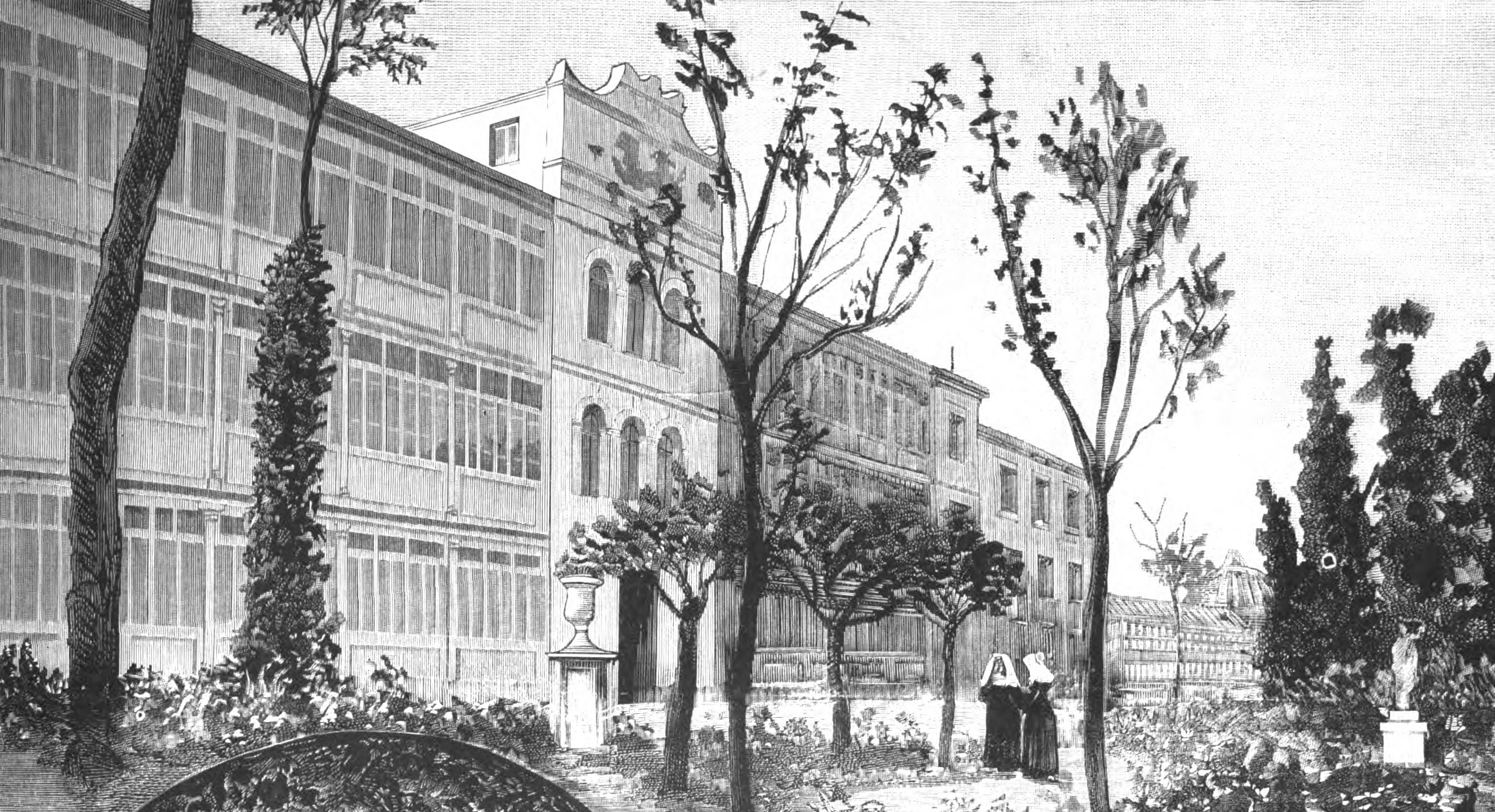
Dibujo del Palacio Viejo en la Ilustración Española y Americana (1889)

Tras la adquisición de la finca por el Estado, el Palacio Viejo fue acondicionado para acoger el Colegio de las huérfanas de militares y empleados llamado de la Unión, homogeneizándose el volumen y remodelándose sus fachadas, pues a la del jardín se le adosó otra de estilo neogriego y en la principal se construyó la capilla, en perpendicular y con carácter neomudéjar.

## El palacio se une la casa Bellavista mediante el corredor porticado
Los efectos de la Guerra Civil provocaron su reconstrucción y ampliación con el próximo y antiguo Asilo de Ciegos, la que fuera casa de Bellavista, enlazando los edificios mediante un corredor porticado de dos niveles, y posiblemente también la obtención de su imagen actual, unificando el ancho de la planta y logrando un frente monumental, que pierde la armonía con la anexa estufa.

## El palacio como Centro Regional de Formación del Profesorado
Desde el 2001 y ya siendo titular del mismo se ubica en el conjunto un Centro Regional para la gestión e impartición de actividades de formación del profesorado. En concreto, en la actualidad es la sede del Centro Regional de Innovación y Formación «Las Acacias».